# Krzysztof Czyżewski
Pour les articles homonymes, voir Czyżewski.
Krzysztof Czyżewski, né en 1958 à Varsovie, est un militant interculturel, poète, essayiste, traducteur et éditeur polonais. Il est le créateur de la fondation Pogranicze (Borderland) et du centre Pogranicze - sztuk, kultur, narodów à Sejny, commune polonaise de Podlachie située à la frontière lituanienne.

## Biographie
Krzystof Czyżewski a fait des études de lettres polonaises à l'Université Adam Mickiewicz de Poznań.
Il est l'initiateur de plusieurs programmes interculturels en Europe centrale et orientale, dans les Balkans, dans le Caucase ou en Asie centrale.
Sa fondation Pogranicze contribue à (r)établir des ponts entre des gens de différentes nationalités, religions ou cultures.
Il est depuis 1993 le directeur de la rédaction de la revue Krasnogruda et le patron (avec sa femme Małgorzata Sporek-Czyżewska) des éditions Pogranicze, qui publient notamment les collections Meridian, Sąsiedzi (Voisins), Ornamenty histori (Ornements de l'histoire) et ex orient. La revue et les éditions sont centrées sur les problématiques pluriculturelles en Europe centrale et orientale.
Krzystof Czyżewski a créé également l'académie internationale Nowa Agora.
Il est le président de l'Halma, réseau européen des maisons d'écrivains, dont le siège est à Berlin, qui met en relation des centres littéraires de plusieurs pays européens pour organiser des échanges interculturels et permettre à des acteurs de la vie littéraire – auteurs, traducteurs, diffuseurs – de découvrir la richesse des différentes cultures.
Il est chargé de conférences dans plusieurs universités comme celles de Varsovie, de Vilnius, l'université New School (New York), ou au Transregional Center for Democratic Studies (Cracovie), au Salzburg Seminar, l'Institut de sciences humaines de l'Université de Lviv, Boston University, etc.
Il est associé aux travaux de la Fondation Soros de Budapest en tant que membre du conseil des affaires culturelles.
Il est membre de l'association Ashoka : Innovators for the Public qui rassemble des personnalités mettant en œuvre des solutions non conventionnelles et innovantes pour la résolution de problèmes sociaux.
Il a été d'avril 2012 à mai 2013 directeur artistique du projet « Wrocław capitale européenne de la Culture 2016 ».
En 2014, il est lauréat du prix Dan David.